# Acanthodoris lutea
Acanthodoris lutea é uma espécie de nudibrânquio ou lesma do mar, um molusco gastrópode opistobrânquio marinho da família Onchidorididae.

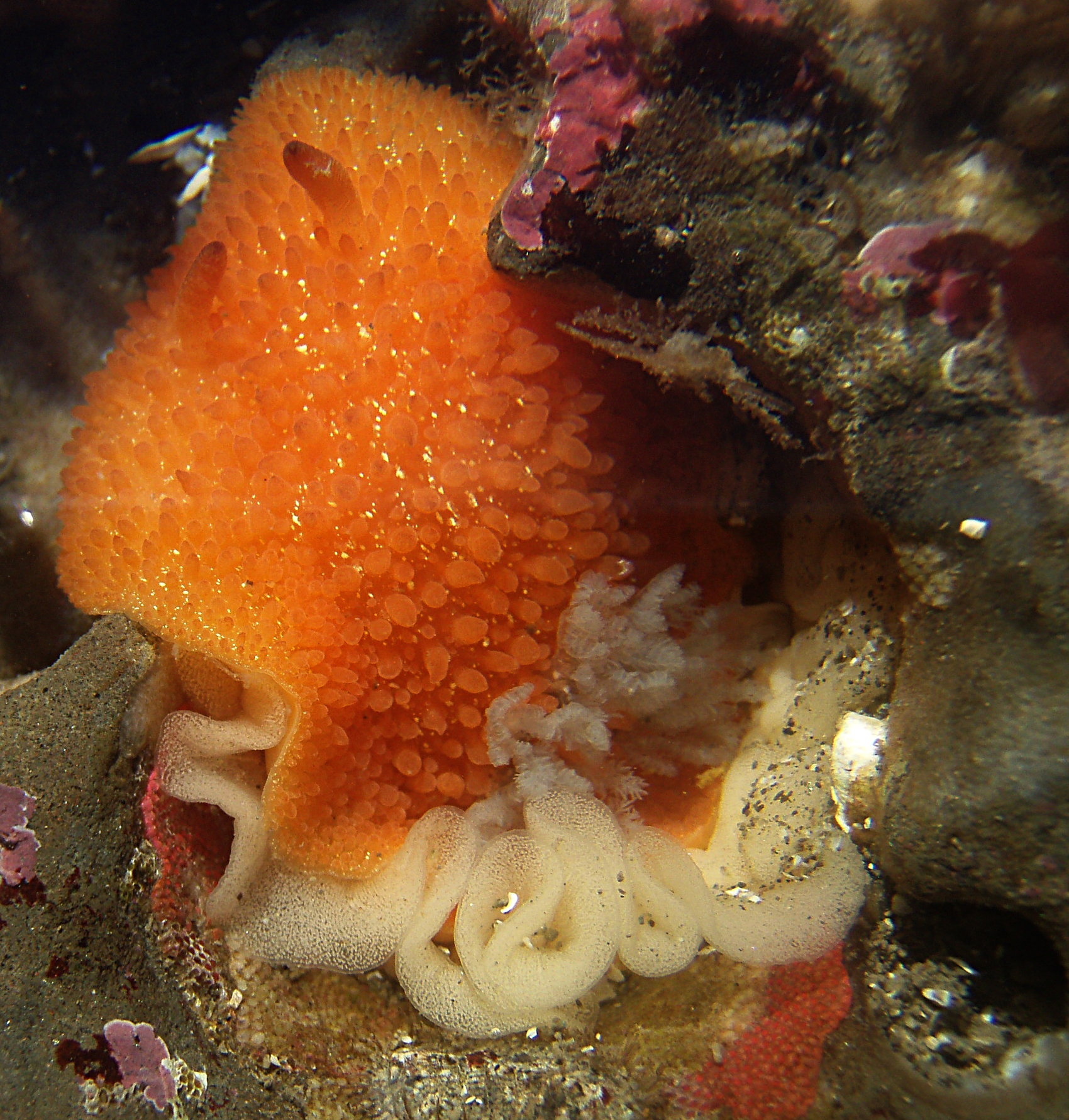
Acanthodoris lutea durante a desova.